# Bravely Second: End Layer
Bravely Second: End Layer (Nhật: ブレイブリーセカンド エンドレイヤー Hepburn: Bureiburī Sekando: Endo Reiyā) là một trò chơi nhập vai phong cách Nhật Bản do Silicon Studio phát triển và  Square Enix phát hành cho hệ máy Nintendo 3DS, và là phần tiếp theo của Bravely Default. Square Enix Nhật Bản phát hành trò chơi vào ngày 23, tháng 4 năm 2015, và Nintendo phát hành ở Bắc Mỹ, Châu Âu và Úc vào năm 2016.

## Cách chơi
Bravely Second là một trò chơi nhập vai truyền thống với hành động theo lượt, và tái sử dụng hệ thống chiến đấu của Bravely Default. Điều này cho phép người chơi xây dựng "điểm dũng cảm" (BP) hoặc số lượt đánh của mỗi thành viên tại bất kỳ thời điểm nào. Trên bất kỳ lượt nào, các nhân vật có thể "default", để bảo vệ và nhận thêm BP, hoặc "brave" nhiều lần, để sử dụng hết BP và hành động nhiều lần trên cùng một lượt.
Những tính năng mới gồm chiến đấu theo chuỗi trong trận đánh ngẫu nhiên có thể tiếp tục chiến đấu với kẻ địch liên tiếp đem lại nhiều rủi ro và phần thưởng hơn. Người chơi có thể nhận được gấp ba lần số lượng điểm kinh nghiệm và tiền. Điều này cũng cho phép người chơi nâng cấp "Job Points" của mỗi nhân vật (JP). Mỗi nhân vật có quyền làm nhiều công việc khác nhau, (lên đến 30) bằng cách lấy dấu sao của công việc đó. Dấu sao thường được giữ bởi một nhân vật khác trong gameworld cùng cấp đó.
Các nhiệm vụ phụ của Bravely Default đã được cải tiến lại; nếu người chơi gặp phải hai Eyernian nắm giữ dấu sao trong một cuộc tranh luận về một tình huống khó xử, và người chơi phải giải quyết xung đột với phần thưởng là dấu sao của kẻ thua cuộc.

## Cốt truyện
Hai năm rưỡi sau các sự kiện của Bravely Default, Agnès Oblige được bầu làm Pope của Crystal Orthodoxy. Cô và Grand Marshal Braev Lee của Duchy of Eternia tìm cách chấm dứt sự thù địch giữa các nhóm của họ với một hiệp ước hòa bình chính thức tại thành phố Gathelatio. Buổi lễ bị gián đoạn bởi Kaiser Oblivion, thủ lĩnh của Glanz Empire, và người bạn đồng hành của mình, Anne, cả hai bắt cóc Agnès và giam giữ cô trong pháo đài Skyhold. Yew Geneolgia, thủ lĩnh của những người bảo vệ Crystal của Agnès, tỉnh dậy 1 tuần sau vụ tấn công và bắt đầu lên kế hoạch giải cứu cô, cùng với các thủ lĩnh Crystalguard là Janne Engarde và Nikolai Nikolanikov.
Tuy nhiên, hóa ra 2 kẻ này là gián điệp của Empire. Agnès hướng dẫn cả nhóm qua một mảnh vỡ pha lê mà cô đã cố tình để lại khi bị bắt cóc, Yew triệu tập ba người bạn đồng hành: Công tước xứ Eternian, Edea Lee, con gái của Braev, người đã giúp đỡ Agnès trong cuộc phiêu lưu đầu tiên. Magnolia Arch đến từ mặt trăng là người sống sót duy nhất sau cuộc tàn sát nhắm vào ngôi làng thuộc chủng tộc Ba’al của cô, cô sở hữu một chiếc đồng hồ cát có khả năng xoay chuyển thời gian, và Tiz Arrior, một đồng đội cũ của Agnès và Edea, bị hôn mê trong suốt thời gian qua. Nhóm không thể ngăn Kaiser trốn thoát khỏi Skyhold.
Dưới sự hướng dẫn của cả Agnès và một "người đàn ông với cây bút màu tím" bí ẩn, cả nhóm theo đuổi Skyhold trên khắp thế giới. Trong chuyến đi của họ, Kaiser lấy được một la bàn không gian và thời gian. Cả nhóm cũng biết về Sword of the Brave, một thanh kiếm bị nguyền rủa đã lấy mất cánh tay phải của Denys, anh cùng cha khác mẹ với Yew, sau khi anh ta cố gắng thu phục nó; bị tước mất mọi quyền lực và biến mất ngay sau đó. Tại Fire Temple ở Eisenberg, sau cuộc gặp gỡ của họ với Kyubi bí ẩn, Fire Crystal đã bị quá tải và Kaiser đang triệu hồi Holy Pillar.
Cả nhóm vội vã đến Florem để ngăn Empire tại Water Crystal, nơi người đàn ông với chiếc bút màu tím tiết lộ mình chính là Celestial Being tên là Altair, người đã ếm Tiz kể từ khi anh xém chết tại Great Chasm hai năm trước. Trong khi đó, Kaiser ép Agnès xóa chiếc khiên xung quanh Water Crystal và dồn năng lượng cho nó để triệu hồi Holy Pillar. Cả nhóm tấn công Skyhold, giết chết Janne và Nikolai, cả hai tiết lộ quá chán ghét sự suy đồi của Orthodoxy những năm qua. Kaiser tận dụng khoảng thời gian đó để sử dụng la bàn quay ngược thời gian, đem theo Agnès, nhưng Anne đã hủy la bàn để gửi cả hai đến tương lai xa xôi khi cô sử dụng sức mạnh của Holy Pillar để tiêu diệt Moon. Cả nhóm đánh bại Anne trong trận chiến, nhưng sự hủy diệt của Moon cũng chấm dứt dòng chảy thời gian và đẩy thế giới vào trạng thái diệt vong tất yếu.
Cả nhóm sử dụng đồng hồ cát của Magnolia để quay ngược thời gian lại buổi lễ hòa bình và ngăn chặn Kaiser bắt cóc Agnès, vô tình biết được danh tính thực sự của người anh trai đã mất tích của Yew, Denys. Denys trốn thoát với sự trợ giúp của Janne và Nikolai, nhưng nhóm sử dụng ký ức của họ về khoảng thời gian trước đó để ngăn chặn kế hoạch của Denys, trong khi thuyết phục 2 thuộc hạ không nên hi sinh vô ích. Yew dồn Denys đến hầm mộ Geneolgia, nhận ra ý định của anh trai mình khi sử dụng la bàn là nhằm đi ngược thời gian hòng giết tổ tiên của họ, để phủ nhận những sai phạm gây ra bởi dòng dõi này. Yew đánh bại Denys, sau đó Agnès và Braev thuyết phục anh hãy chấp nhận những sai lầm của mình và tạo ra một thế giới hòa bình. Tuy nhiên, Anne ép một Vestling kích hoạt Holy Pillar để tiêu diệt Moon 1 lần nữa trước khi Denys phá hủy chiếc trâm của cô. Anne đáp lại bằng cách thức tỉnh Diamante, tên Ba'al đã tàn sát quê hương của Magnolia và giấu mình là Skyhold, để tiêu diệt cả nhóm. Denys chấp nhận hy sinh khi sử dụng la bàn để gửi chính mình và Diamante vào không gian vô tận.
Cả nhóm thức tỉnh ở Caldisla, khi Kyubi đã bỏ đi, và đối đầu với Anne khi cô cố gắng sử dụng Great Chasm của Norende để triệu hồi Ba'als trực tiếp tới Luxendarc. Cô tiết lộ cô chính là chị gái của Tiz và là kẻ thù cũ của Edea, Airy; cô thao túng chúng để đánh bại Airy khi "đấng tối cao" Ouroboros đe dọa chủ nhân Providence của cô, "đấng tối cao" tự nhận của Celestial Realm. Anne giải thích rằng Providence đã tạo ra Ba'als bằng cách sử dụng ký ức về người yêu của Altair là Vega. Sau khi giết Anne, cả nhóm tiến vào Celestial Realm và giải thoát Vega khỏi sự kiểm soát của Providence. Sau khi Altair và Vega ra đi bình an, nhóm bị tấn công bởi Providence, hắn phá vỡ chiều không gian thứ tư và cố gắng xóa save của người chơi. Cả nhóm ngăn chặn Providence và tiêu diệt hắn..
Khi nhóm trở về Luxendarc, Tiz được tiết lộ sẽ bị chết một lần nữa vì linh hồn của Altair đã rời bỏ anh ta. Một Adventurer bí ẩn, người từng viện trợ cho Tiz sau khi Norende bị hủy diệt, xuất hiện cầm theo chiếc đồng hồ cát của Magnolia, kịp thời để đưa cho Tiz, đẩy tất cả quay về lúc bắt đầu cuộc phiêu lưu đầu tiên của mình. Adventurer tiết lộ mình là đồng nghiệp của Altair tên là Deneb, nay trở về và thông báo cho nhóm rằng chiếc đồng hồ cát, cùng với hai năm rưỡi hy vọng và ước mơ, sẽ có thể làm lại cuộc đời của anh. Agnès, với chiếc đồng hồ cát trong tay, mang nó đến bữa tiệc và hồi sinh Tiz. Trong phần kết của trò chơi, Agnès từ nhiệm, với tư cách là Pope, định cư tại Norende với Tiz, trong khi Edea thăng chức thành tân Grand Marshall giữ hòa bình cho Eternia và Orthodoxy. Magnolia quyết định ở lại Luxendarc với Yew, tình yêu của đời cô. Trong một cắt cảnh cuối, đồng đội cũ của Tiz và Edea, Ringabel được tiết lộ đã trở thành một đặc vụ của lực lượng cảnh sát liên bang gọi là Planeswardens. Anh xác nhận với Planeswardens rằng Sword of the Brave thực sự tồn tại.

## Phát triển
Đầu tháng 12 năm 2012, các cuộc đàm phán về phần tiếp theo của Bravely Default bắt đầu, nhà sản xuất Asano Tomoya yêu cầu áp dụng thu nhập các ý kiến từ người hâm mộ.
Tháng 6 năm 2013, các cuộc thảo luận về phần tiếp theo lại nảy sinh khi nhà phát triển Matsuno Yasumi thông báo sẽ bắt tay vào thiết kế nhân vật và họa sỹ chính Yoshida Akihiko đã đồng ý làm phần tiếp theo của Bravely Default. 
Vào tháng 8 năm 2013, Square Enix công bố Bravely Default: For the Sequel, một phiên bản cập nhật của bản gốc dựa trên các ý tưởng mới được phát triển cho phần tiếp theo của loạt. 
Đầu tháng 9 năm 2013, cái tên Bravely Second được đăng ký nhãn hiệu. Chính thức công bố phần tiếp theo sẽ là Bravely Second trong số ra tháng 12 năm 2013 của tạp chí Jump, vốn được đặt tên theo một cơ chế trong trò chơi Bravely Default: For the Sequel. Sau khi thông báo, hệ máy duy nhất được công bố là Nintendo 3DS. Trò chơi đã hoàn thành khoảng 30% trong khoảng thời gian thông báo chính thức.
Vào tháng 12 năm 2013, Yoshida rời Square Enix. Mặc dù vậy, ông vẫn tiếp tục làm việc với dòng Bravely và Bravely Second vẫn giữ lại phong cách anime. Mặc dù các nhân vật sẽ có tỷ lệ thực tế hơn một chút, ít chibi hơn. Ví dụ như Magnolia mặc một bộ đồ không gian hoặc có tai thỏ, nhưng cuối cùng bị bác bỏ để "trông người lớn" hơn. Asano cũng xác nhận trò chơi sẽ quay trở lại cốt truyện như ban đầu, trái ngược với các thăm dò.
Vào tháng 4 năm 2014, nhà sản xuất Tomoya Asano công bố trên tờ Rumor Column của Famitsu rằng đã hoàn thành kịch bản.
Vào cuối tháng 7 năm 2014, tạp chí Famitsu tiết lộ Revo sẽ không trở lại để soạn nhạc cho trò chơi do xung đột lịch trình, thay vào đó là Ryo vẫn từ ban nhạc Supercell.
Vào ngày 10 tháng 12 năm 2014, bản chơi thử phát hành trên Nintendo eShop của Nhật Bản. Bản demo, phát hành dưới tên Bravely Second: Ballad of the Three Cavaliers, cho phép người thử 10 cấp, cũng như hơn 10h chơi. Một số món đồ được thu thập trong bản chơi thử có thể chuyển vào trò chơi chính.

## Tiếp nhận
Bravely Second nhận được đánh giá tích cực. Khen ngợi cho việc đi sâu về cách chơi so với bản đầu, và những lời phê bình chủ yếu hướng tới cốt truyện và thiếu sự khác biệt so với bản tiền nhiệm.
Trong bài đánh giá, Famitsu đã cho trò chơi số điểm 36 trên 40, bao gồm các điểm phụ 9, 9, 9 và 9.
Siliconera khen ngợi tính năng "Consecutive Chance" và chỉ trích về việc sử dụng quá nhiều memes và ngôn ngữ quá hiện đại giống như loạt Hyperdimension Neptunia.
Janine Hawkins của Polygon chỉ trích sự thiếu đổi mới so với bản tiền nhiệm nhưng ca ngợi thế giới quan và kịch bản, nói rằng "Thế giới trong trò chơi thật tuyệt vời, và kịch bản thật thú vị"; Hawkins đã tóm tắt bài đánh giá của cô ấy là "Bravely Second vẫn tiếp tục sau khi tiền nhiệm của nó xém chút bị mắc lỗi."
Mike Mahardy từ Gamespot cho biết: "Đây giống như bản mở rộng đặc biệt hơn là một phần tiếp theo thực sự. Hệ thống chiến đấu, mặc dù thiết kế đẹp, nhưng không thực hiện bất kỳ cải tiến lớn nào." Ông nói thêm "Nhưng cuối cùng, ít ra Bravely Second cũng đã vượt qua những hạn chế về mặt hội thoại và nội dung thừa thãi."

### Doanh số
Bravely Second là trò chơi bán chạy nhất tại Nhật Bản trong tuần đầu tiên, với 100.047 bản được bán và 53.6% của lô hàng ban đầu được bán hết. Nhưng vẫn thấp hơn so với Bravely Default; trong tuần ra mắt, 141.529 bản đã được bán, tương ứng với 85,68% lô hàng đầu tiên.
Vào tháng 4 năm 2017, 700.000 bản đã được bán trên toàn thế giới.
Ở Bắc Mỹ, Bravely Second là tựa trò chơi bán chạy thứ 9 trong tháng 4 năm 2016, một kỳ công được coi là đặc biệt ấn tượng đối với VentureBeat, điều hiếm thấy với thể loại JRPG. 
Tại Anh, trò chơi ra mắt ở vị trí thứ 12 trên bảng xếp hạng All-Formats và hạng 9 trên bảng xếp hạng đơn lập cho các bản phát hành trò chơi đa nền tảng trên mỗi hệ máy, thay vì mỗi tựa. Trong tuần ra mắt, Bravely Second cũng là trò chơi bán chạy nhất trên hệ máy Nintendo.

## Phần tiếp theo
Phần thứ ba trong loạt Bravely, Bravely Default II, công bố tại The Game Awards 2019 và phát hành trên toàn thế giới vào năm 2021. Nhà sản xuất Tomoya Asano tuyên bố lý do chọn tựa game, Bravely Default II, là do ông tin rằng Bravely Second không đáp ứng được kỳ vọng của người hâm mộ, có hiệu suất yếu kém về mặt thương mại và những lời phê bình khiến nhóm khó tiếp tục có phần tiếp theo.